# اد گین
اِدوارد تِئودور گِیْن (به انگلیسی: Edward Theodore Gein) یک قاتل زنجیره‌ای آمریکایی بود.
گرچه فقط ارتکاب دو جنایت توسط او ثابت شد، او در تاریخ آمریکا به خاطر کارهای عجیب و غریب با مرده‌ها مایهٔ آبروریزی شد (مانند کندن پوست قربانیانش، نبش قبر کردن، ساخت دکوراسیون خانه‌اش با قسمت‌هایی از بدن اجساد و ساختن لباس و اثاث خانه از پوست اجساد)، گرچه او رابطه جنسی با اجساد را انکار می‌کند ولی مدرکی دال بر اینکه با اجساد رابطه جنسی داشته موجود است. جدا از مرگ مشکوک برادرش ۶ نفر از شهر ویسکانسین بین سال‌های ۱۹۴۷ تا ۱۹۵۷، مفقودالاثر شدند.

## زندگی
ادوارد گین فرزند آگاستا کرفتر (۱۸۷۸–۱۹۴۵) و جرج گین (۱۸۷۳–۱۹۴۰) در ۲۷ اوت ۱۹۰۶، در لا کروس ویسکانسین به دنیا آمد. پدر و مادرش هر دو اهل همان شهر بودند و در ۷ ژوئن ۱۹۰۰، ازدواج کردند که حاصل این ازدواج، ادوارد و برادر بزرگ‌ترش هنری گین (۱۹۰۱–۱۹۴۴) بود. جرج گین یک الکلی عصبی اغلب بیکار بود. اِد و برادرش اغلب پدر الکلی و عصبی و بی هدفشان را نادیده می‌گرفتند همان‌طور که آگاستا با جرج مانند یک موجود بی‌ارزش و طفیلی رفتار می‌کرد. با وجود تحقیر عمیقی که آگاستا به شوهرش ابراز می‌نمود، این ازدواج سست دوام پیدا کرد زیرا طلاق به مناسبت باورهای مذهبی مرسوم نبود. آگاستا مغازه کوچک خواربار فروشی خانواده را به فعالیت انداخت و نهایتاً زمینی در حومه یک شهر کوچک دیگر به نام پلین‌فیلد خرید که به خانهٔ ابدی خانوادهٔ گین تبدیل شد. آگاستا به آن منطقهٔ متروک و مخروبه نقل مکان کرد تا جلوی تأثیر بیگانگان را بر روی پسرانش بگیرد. گین مجبور به ترک تحصیل شد و آگاستا هر تلاشی که او برای دوست‌یابی کرد را ناکام گذاشت. جدا از مدرسه گین بیشتر وقتش را بر روی انجام کارهای طاقت فرسا در مزرعه می‌گذراند. آگاستا که یک پروتستانی متعصب بود، افکاری مانند فساد تمامی جهان و ضرر الکل و اعتقاد بر اینکه زنان این دوره قابل اطمینان نیستند و ذات آلوده‌ای دارند را به ادوارد انتقال می‌داد. او هر بعد از ظهر زمانی را به خواندن کتاب مقدس برای پسرانش اختصاص می‌داد که معمولاً شامل آیه‌های صوری از عهد عتیق بود که مرگ، جنایت و مجازات الهی در بر می‌گرفت.
با رشد کمی که ادوارد داشت و با رفتارهای زنانه‌ای که از خودش نشان می‌داد، به زودی به هدفی برای آزار و اذیت توسط گردن‌کلفت‌ها و قلدرها تبدیل شد. هم‌کلاسی‌ها و معلم‌های ادوارد از رفتار شخصی عجیب او گفتند مثلاً اینکه به صورت اتفاقی زیر خنده می‌زد گویی داشت به جوک‌های خودش می‌خندید! با وجود روابط اجتماعی ضعیف، او در مدرسه به ویژه در روخوانی و علم اقتصاد دانش آموز خوبی بود.

## مرگ اعضای خانواده
مقارن با مرگ جرج گین در سال ۱۹۴۰، هنری به‌خاطر عقیده‌ای که آگاستا نسبت به جان داشت با او شروع به مخالفت نمود. او حتی نزد برادرش، به مادرش ناسزا می‌گفت که همین امر موجب شرمندگی اِد می‌شد.
در مارس ۱۹۴۴، در املاک گین آتش‌سوزی شد. ادوارد به سرعت به پلیس مراجعه کرد و به آن‌ها گفت که برادرش را در آتش‌سوزی گم کرده است؛ ولی بعد پلیس را دقیقاً به محل جسد برادرش برد. گرچه شواهد این‌طور نشان می‌داد که جسم ضخیمی به سر هنری خورده، پزشک قانونی شهرستان مرگ او را ناشی از خفگی هنگام مواجهه با آتش اعلام کرد. بعد از آن گین به زندگی در کنار مادرش ادامه داد. کمتر از دو سال بعد در ۲۹ دسامبر سال ۱۹۴۵، آگاستا به‌طور ناگهانی مرد و پسر غمگین و مصیبت زده‌اش را در مزرعه‌ای مخروبه تنها گذاشت.

## دستگیری
پلیس به اینکه گین در ناپدیدشدن منشی یک مغازه به نام برنیس وردن، نقشی داشته باشد گمان برد. در ۱۶ نوامبر سال ۱۹۵۷، در پلین‌فیلد آن‌ها در آن شب اولین کشف هولناک خود را در املاک او کردند: جسد وردن آنجا بود در حالی که سرش از تنش جدا شده بود. جسد بدون سر او واژگون به‌وسیلهٔ طناب بر مچ دستانش و میلهٔ عریضی که پاهایش به آن وصل شده بود در آنجا یافت شد. از همه وحشتناک تر خالی بودن جوارح بدن از شانه تا شکم بود که مانند بز کوهی سلاخی شده بود. به او از فاصلهٔ نزدیک با یک تفنگ کالیبر ۲۲ شلیک شده بود و اعضای بدنش هم بعد از مرگ قطع شده بود.
در جستجوی خانه اینها پیدا شد:
- جمجمهٔ انسان در دو گوشهٔ تخت او نصب شده بود.
- پوست انسان که با آن آباژور تزیین شده و به عنوان رو مبلی استفاده می‌شده.
- کاسه سر انسان، که ظاهراً به عنوان کاسهٔ سوپ استفاده می‌شده.
- قلب یک انسان (اختلاف هست بین اینکه قلب در کجا پیدا شده است. در همهٔ گزارش‌های شاهدها ادعا بر این است که قلب در یک ماهی تابه روی اجاق گاز پیدا شده، در حالی که تعدادی از عکاسان محل جنایت ادعا می‌کنند که قلب در یک کیف کاغذی بوده است)
- سر ماری هوگان صاحب یک میخانهٔ محلی، در یک کیفی کاغذی پیدا شد.
- یک سقف کامل و نورانی از لب‌های انسان.
- یک جلیقهٔ پستانی که با مهارت از پوست تنهٔ یک زن درست شده. (توضیح: تراجنسیتی بوده یعنی تمایل به دختر بودن داشته است)
- یک کمربند که از مقدار زیادی نوک پستان درست شده بوده، در میان انبوه وسیله‌های مهیب
- جوراب ساقه کوتاه که از غضروف انسان ساخته شده بود.
- مفتضح‌ترین ساخته‌های گین ماسک‌هایی از جمجمه بود (ماسکی که از سر انسان ساخته می‌شود. بدین گونه که اول داخل کاسهٔ سر را خالی می‌کرده بعد چشم‌ها را درمی‌آورده و لب‌ها را نگه می‌داشته و کله را می‌جوشانده که فرم گردش حفظ شود. استفاده از این روش سابقهٔ تاریخی دارد.

بچه‌های همسایه گین که او گاهی اوقات از آن‌ها هنگامی که پدر و مادرشان نبودند نگهداری می‌کرد، این اشیا را دیده بودند یا در موردش چیزی شنیده بودند که خود گین آن‌ها را بدون فکر و بی مقدمه عتیقه از دریاهای جنوب معرفی کرد که از طرف پسرعمویش که در جنگ جهانی دوم خدمت می‌کرده، فرستاده شده. در بررسی‌هایی که شد، مشخص شد که اینها پوست صورت انسان هستند که به دقت از اجساد کنده شده و به عنوان ماسک توسط گین استفاده می‌شده‌اند.
گین نهایتاً در بازجویی اعتراف کرد که او زنان میانسال را که به تازگی دفن شده بودند نبش قبر می‌کرد-زنانی که به مادرش شباهت داشتند- و به خانه می‌برد، جایی که پوست آن‌ها را دباغی می‌کرد که اشیای مهیب و هولناکش را بسازد.
یک نویسنده تمایل گین به پوشیدن پوست و ماسک زنانه را اینطور تعبیر می‌کند: «یک جانی زن جامه». گین داشتن رابطهٔ جنسی را با اجسادی که از قبر بیرون می‌آورد انکار کرد و در حین بازجویی با توضیح اینکه «آنها خیلی بوی بدی می‌دادند» به شلیک به ماری هوگان که از سال ۱۹۵۴، ناپدید شده بود هم اعتراف کرد.
مدت کمی از مرگ مادرش، گین تصمیم به تغییر جنسیت گرفت، البته بحث سر این هست که آیا گین ترانس جنسی بوده یا نه؛ ولی او بیشتر لباس زنانه درست می‌کرده که بتواند وانمود کند مادرش است تا اینکه بخواهد تغییر جنسیت بدهد.
هرولد ششتر نویسندهٔ بسیاری از جنایت‌های واقعی، یک کتاب پرفروش در مورد گین به نام «منحرف» نوشت. در این کتاب نوشته شده که که افسر پلیس شهر Schley، سر و صورت گین را در حین بازجویی محکم به یک دیوار آجری می‌زده و به این خاطر اولین اعتراف‌هایی که از گین گرفته شد غیرموجه و ناروا تشخیص داده شد. Schley مدت کوتاهی قبل از محاکمهٔ گین به خاطر سکتهٔ قلبی در سن ۴۳ سالگی درگذشت. بیشتر کسانی که این پلیس را می‌شناختند می‌گویند که او به شدت از جنایت‌های گین شوکه شده بود و همچنین از اینکه مجبور بود در مورد کتک زدن گین جواب بدهد و این دلیل مرگ زودرسش بود. یکی از دوستانش گفت: «او یکی از قربانیان اد گین بود درست مثل اینکه قصابیش کرده باشد.»

## استماع دادرسی
گین روانی و نالایق برای محاکمه تشخیص داده شد و به بیمارستان مرکزی واپون، ویسکانسین فرستاده شد، بعدها بیمارستان مرکزی تبدیل به زندان شد و گین به بیمارستان مندوتا در مدیسن، ویسکانسین منتقل شد. در سال ۱۹۶۸، پزشک گین اعلام کرد که او به اندازه کافی صلاحیت محاکمه را داراست، ولی دوباره به دلیل نداشتن عقل سلیم توسط قاضی رابرت اچ. گولمار بی‌گناه شناخته شد و بقیهٔ عمرش را در بیمارستان گذراند.

## میراث
هنگامی که گین در بازداشت به سر می‌برد، خانه‌اش در آتش سوخت که بیشتر به آتش‌سوزی عمدی شباهت داشت. در سال ۱۹۵۸، ماشین گین که قربانیانش را با آن حمل و نقل می‌کرد در یک حراج عمومی به مبلغ قابل توجه ۷۶۰ دلار به یک سرمایه‌گذار کارناوال‌ها به نام بانی گیبونز فروخته شد. بانی گیبنز اسم این ماشین را «ماشین غولی اد گین» گذاشت و از بازدیدکنندگان ۲۵ سنت می‌گرفت.

## مرگ
در ۲۶ ژوئن ۱۹۸۴، اد گین به دلیل مشکل تنفسی و قلبی حاصل از سرطان در سن ۷۷ سالگی در بیمارستان روانی مندوتا درگذشت. مکان قبر او در طی سال‌ها به‌دفعات ویران شد. مردم سنگ قبرهای او را به عنوان یادبود برمی‌داشتند تا جایی که در سال ۲۰۰۰ بیشتر سنگ قبرها دزدیده شده بود. در ژوئن ۲۰۰۱ سنگ قبر ترمیم شد و هم‌اکنون در موزهٔ واتوما، ویسکانسین نمایش داده می‌شود.

## تأثیر فرهنگی
داستان اد گین تأثیر ماندگاری بر فرهنگ غرب گذاشته به طوری که در بسیاری از فیلم‌ها، موسیقی و ادبیات به آن اشاره شده. داستان گین در بسیاری از فیلم‌ها آمده شامل: سکوت بره‌ها، نور ماه از استفان جانسون، اِد گین؛ قصاب پلینت فیلد، دیوانه گین. وی همین‌طور پایهٔ شخصیت‌های بسیاری از فیلم‌ها شد مانند: بیل بوفالو، نورمن بیتس از آلفرد هیچکاک، صورت‌چرمی (کشتار با اره‌برقی در تگزاس). تأثیر گین را می‌توان در شمار زیادی از گروه‌های موسیقی که جنایات او را به تصویر می‌کشند، مشاهده کرد. شماری از آهنگ‌ها در مورد گین نوشته شده شامل: «ماسک پوست مرده»، «هیچی برای جین نیست»، «پوست گرفته» و «اد گین».
تعداد زیادی گروه‌ها اسمشان را از گین گرفتند به عنوان مثال:
اد گین و یک گروه متشکل شده از اراذل به نام ماشین اپ گین.
گیجت گین ویولن‌سل نواز قبلی گروه مریلین منسون اسمش را از اد گین گرفت.
گروه «پلین فیلد» نام گروه را از شهری گرفتند که گین زندگی می‌کرد و در آنجا مرتکب جنایت می‌شد.
همین‌طور در شمال شرقی انگلستان گروهی به نام «شمارش مرگ و میر پلین فید» ساخته شد.